# Pavebæk
Pavebæk er en mindre bæk, med udløb i Båring Vig, på norvest Fyn i Middelfart Kommune.
Bækken er ca. seks kilometer lang.

## Ekstern henvisning og kilde
- geoview ÷ Pavebæk

|  | Denne artikel om lokaliteten Pavebæk kan blive bedre, hvis der indsættes et (bedre) billede. Du kan hjælpe ved at afsøge Wikimedia Commons for et passende billede eller lægge et op på Wikimedia Commons med en af de tilladte licenser og indsætte det i artiklen. |

55°30′18″N 9°57′06″Ø / 55.50492°N 9.95157°Ø